# 3964 Danilevskij
A 3964 Danilevskij (ideiglenes jelöléssel 1974 RG1) a Naprendszer kisbolygóövében található aszteroida. Ljudmilla Vasziljevna Zsuravljova fedezte fel 1974. szeptember 12-én.